# Jim Nestor
Edward James Nestor, més conegut com a Jim Nestor   (Jamestown, 12 de gener de 1920 - Adelaida, 16 de juny de 2010) fou un ciclista australià que va competir durant les dècades de 1940 i 1950. Va participar en els Jocs Olímpics de 1948 i 1956.

## Palmarès
- 1954
  - 1r als Sis dies de Sydney (amb Morrie Martin)